# كارمن باروخا
كارمن باروخا: الكاتبة والإثنولوجية الإسبانية
كارمن باروخا إي نيسي (بامبلونا، ١٠ ديسمبر ١٨٨٣ - مدريد، ٤ يونيو ١٩٥٠)، والمعروفة أيضًا باسمها المستعار فيرا دي ألتثاتي، كانت مفكرة وكاتبة وإثنولوجية إسبانية. تميزت بتعدد اهتماماتها ونشاطها الثقافي، وكانت من مؤسِسات نادي ليسيوم النسائي، كما ساهمت في تأسيس مسرح الطائر الأبيض El Mirlo Blanco.
تنتمي كارمن إلى عائلة بارزة في المجال الثقافي: شقيقاها بيو وريكاردو باروخا كانا كاتبين، كما كان ريكاردو فنانًا تشكيليًا بارزًا، وكانت زوجته كارمن مونّي أيضًا فنانة. ابنها خوليو كارو باروخا أصبح أنثروبولوجيًا مرموقًا، وابنها الآخر بيو كارو باروخا كان مخرجًا سينمائيًا وكاتبًا. وعلى الرغم من نشاطها الأدبي والثقافي، إلا أنها لم تنل ما تستحق من تقدير في حياتها وظلّت في ظلّ شهرة شقيقيها، ولم يتم الاعتراف الحقيقي بإسهاماتها إلا بعد وفاتها.
السيرة الذاتية
وُلدت كارمن في بامبلونا، وهي ابنة المهندس سيرافين باروخا. عاشت مع عائلتها في مدن مختلفة مثل بلنسية، بورخاسوت، سِستونا وسان سباستيان، إلى أن استقرت العائلة في مدريد. اهتمت بفن صياغة المعادن، والفولكلور، والإثنولوجيا، وكتبت عددًا من المقالات والكتب في هذه المجالات، بعضها تحت اسم مستعار "فيرا دي ألتثاتي".
قبل زواجها من الناشر رافائيل كارو راخّو، سافرت إلى باريس مع شقيقها ريكاردو، حيث اطلعت على الثقافة الباريسية ومتاحفها، وهناك بدأ اهتمامها بفن الصياغة. شاركت عام ١٩٠٨ في المعرض الوطني للفنون الجميلة في مدريد، في قسم الفنون الزخرفية، وفازت بميدالية عن تصميم لصندوق أمانات.
ساهمت في تأسيس نادي ليسيوم النسائي الذي ترأسته ماريا دي مايثتو، وكان يجمع نخبة من المثقفات مثل ثينوبيا كامبروبي، إلينا فورتون، كونشا مينديث، ماريا تيريثا ليون، كلارا كامبوامور، وفيكتوريا كينت. وكانت كارمن مسؤولة عن القسم الفني، لكنها انسحبت لاحقًا عندما بدأ النادي يتخذ طابعًا سياسيًا.
عام ١٩٢٦، أُسس مسرح الطائر الأبيض في صالون شقيقها ريكاردو وزوجته كارمن مونّي، وشاركت فيه شخصيات مثل فايي إنكلان، أثورين، مانويل أثانيا وريفاس شيريف. كما عرضت فيه صديقتاها إيزابيل أويارثابال وماغدا دوناتو عملًا مقتبسًا عن مسرحية حب دون بيرليمبلين وبيليسا في حديقته للوركا. كتبت كارمن فيه مسرحية لامير ميشيل ذات طابع فولكلوري، لكن النص الأصلي فُقد.
في عام ١٩٣٣، نشرت كتابها "الدانتيل في إسبانيا"، وعيّنها وزير التعليم آنذاك عضوًا في اللجنة التنفيذية لمجلس أمناء متحف برادو. كما عملت موظفة في متحف الشعب الإسباني.
خلال الحرب الأهلية الإسبانية، انفصلت عن زوجها رافائيل الذي بقي في مدريد للحفاظ على المطبعة، لكنه فقد كل شيء واضطر للعودة إلى عمله في البريد، ثم توفي عام ١٩٤٣. في المقابل، لجأت كارمن مع أولادها إلى بيت العائلة في "إيتثيا"، في بلدة فيرا دي بيداسوا، حيث كتبت عن مآسي الحرب في مذكراتها ذكريات امرأة من جيل ٩٨.
عادت إلى مدريد بعد الحرب، واستأنفت عملها في متحف الشعب الإسباني، كما درّست فن الدانتيل في مدرسة الفنون والصناعات، وواصلت نشر مقالاتها في صحيفة "لا ناثيون" في بوينس آيرس. في عام ١٩٤٥، نشرت أول عدد في سلسلة إصدارات المتحف المذكور. كما عملت على اقتباس بعض أعمال شقيقها بيو للسينما، مثل ليالي الريتيرو.
كتبت مذكراتها بين عامي ١٩٤٣ و١٩٤٦، لكنها لم تُنشر إلا في عام ١٩٩٨ بتحقيق أامبارو أورتادو. في هذه المذكرات، قدّمت بورتريهات نقدية لعدد من شخصيات جيل ٩٨ مثل أورتيغا إي جاسيت، الذي وصفته بـ"غاية في التفاهة"، وجريجوريو مارانيون الذي اعتبرته طبيبًا موهوبًا لكنه أُفسد بحبه للمظاهر. وكتبت: «لم أفهم يومًا لماذا يحرص الناس على التعرف شخصيًا إلى الأدباء والفنانين، فما يهمّ حقًا هو أعمالهم فقط».
أعمالها
١. الدانتيل في إسبانيا (برشلونة: لابور، ١٩٣٣)
٢. مارتينيتو صاحب البيت الكبير (١٩٤٢؛ أُعيد نشره في مدريد، كاستاليا، ١٩٩٩)
٣. حُليّ شعبية وتمائم (١٩٤٩، لم يُنشر)
٤. ثلاثة من آل باروخا – قصائد (بامبلونا: باميلا، ١٩٩٥)
٥. ذكريات امرأة من جيل ٩٨ (برشلونة: توسكيتس، ١٩٩٨)
الاعتراف والتكريم
تم تسمية شارع في مدينة بامبلونا باسمها، تكريمًا لإسهاماتها الثقافية.
مراجع 
«Carmen Baroja Nessi | Real Academia de la Historia». dbe.rah.es. Consultado el ١٣ de septiembre de ٢٠٢٤.
«Actividades culturales del Instituto Cervantes | Carmen Baroja, una mujer con voz propia». cultura.cervantes.es. Consultado el ١٦ de septiembre de ٢٠٢٤.
«Carmen Baroja (1883-1950)». Ministerio de Cultura (España). Consultado el ١٦ de septiembre de ٢٠٢٤.
«Catálogo de la Exposición Nacional de Bellas Artes de 1908». Biblioteca Digital Hispánica. Consultado el ١٦ de septiembre de ٢٠٢٤.
Marina, José Antonio; Rodríguez de Castro, María Teresa (٢٠٠٩). La conspiración de las lectoras. Biblioteca de la memoria (1.ª ed.). Anagrama. ISBN 978-84-339-0792-9.
«Baroja Nessi, Carmen». Biblioteca Nacional de España. Archivado desde el original el ٣٠ de noviembre de ٢٠٢٣. Consultado el ٢٨ de enero de ٢٠٢٥.
«Teatro de Cámara El Mirlo Blanco archivos». Asociación Española de Pintores y Escultores. ٢٦ de noviembre de ٢٠٢٠. Consultado el ٢٨ de enero de ٢٠٢٥.
Baroja, Carmen (١٩٩٨). Hurtado Albir, Amparo, ed. Recuerdos de una mujer de la generación del 98. Colección Andanzas Memorias (1.ª ed.). Tusquets. ISBN 978-84-8310-076-9.
«Baroja, Carmen (1883-1950)». Real Academia Española. Consultado el ١٦ de septiembre de ٢٠٢٤.
«Carmen Baroja Nessi fue una escritora, intelectual y etnóloga nacida en Pamplona».
«Baroja, Carmen (1883-1950)».
Julia Escobar, "Carmen Baroja, una mujer del 98", La Ilustración Liberal, ٢ (abril-mayo de ١٩٩٩).
Careaga, Raquel Arias. «Poetas españolas en la penumbra». The Conversation. Consultado el ٢٥ de marzo de ٢٠١٩.
«Sinopsis de "Recuerdos de una mujer de la generación del 98"». Planeta de Libros. Consultado el ١٣ de septiembre de ٢٠٢٤.
«Calle de Carmen Baroja Nessi - Callejero de Pamplona - Callejero.net». pamplona.callejero.net. Consultado el ٢٨ de enero de ٢٠٢٥.
Navarra, Diario de (٣٠ de septiembre de ٢٠٢٤). «Quién fue Carmen Baroja y por qué tiene una calle en Pamplona». diariodenavarra.es. Consultado el ٢٨ de enero de ٢٠٢٥.
روابط خارجية
Julia Escobar: «Carmen Baroja, una mujer del 98» — La Ilustración Liberal, 2 (abril-mayo de 1999).
Concepción Bados Ciria: «Intelectuales de la Edad de Plata (17). Carmen Baroja y Nessi» — Centro Virtual Cervantes.